# 홍유순
홍유순(2005년 2월 23일 ~ )은 대한민국의 농구 선수이다. 한국여자프로농구(WKBL) 인천 신한은행 에스버드 소속으로 포지션은 센터이다.

## 경력
2024년 8월에 열린  WKBL 신입선수 선발회에서 1라운드 전체 1순위로 인천 신한은행 에스버드에 지명되었다.